# Lussich Cove
Die Lussich Cove (französisch Anse Lussich) ist eine Bucht an der Südküste von King George Island im Archipel der Südlichen Shetlandinseln. Sie liegt auf der Südostseite des Martel Inlet in der Admiralty Bay.
Kartiert wurde die Bucht 1909 bei der Fünften Französischen Antarktisexpedition (1908–1910) unter der Leitung Jean-Baptiste Charcots. Charcot benannte sie nach Antonio Lussich (1848–1928), einem Schiffseigner aus Montevideo, welcher der Expedition dort behilflich war. Das Advisory Committee on Antarctic Names übertrug diese Benennung 1952 ins Englische.